# Carthaeidae
Carthaeidae es una familia de polilla monotípica. Su única especie, Carthaea saturnioides, con el nombre común (en inglés) de "dryandra moth", se distribuye de forma endémica en la parte sur de Australia Occidental. Sus parientes más cercanos son las Saturniidae y se parece a muchas especies de esa familia. Tiene unos puntos formando ocelos prominentes en todas las alas. La envergadura es de hasta 10 cm.
Como su nombre común indica, la larva se alimenta de especies del género Dryandra y de arbustos afines como Banksia y Grevillea.